# Грибні комарі
Грибні комарі (Mycetophilidae) — родина двокрилих комах ряду довговусих (Nematocera). Включає понад 3000 видів у 150 родах.

## Поширення
Родина космополітична і представлена у всіх зоогеографічних регіонах Землі. Типовим середовищем існування є ліси, але трапляються також на болотистих луках і пасовищах.

## Опис
Дрібні комарі, що мають струнке і ніжне тіло з довгими тонкими ногами. У них є горбаті груди та довгі ниткоподібні вусики. Вусики складаються з 8-16 сегментів. Окрім складних очей, вони також мають і прості очі (оцелії). Личинки безногі, циліндричної форми, тонкі і подовжені, білуватого кольору, з темною головою.

## Спосіб життя
Личинки живуть у плодових тілах грибів та в деревині або іншому органічному матеріалі, що гниє, часто також на мохах та печіночниках. Серед грибів найчастіше вражаються базидіоміцети з м'ясистим плодовим тілом (Agaricaceae, Amanitaceae, Boletaceae, Russulaceae), тоді як на аскоміцетах трапляються рідше.
Імаго мешкають у тому ж середовищі, що і личинки, і, як правило, вони знаходяться в підліску в тінистих і вологих середовищах, поблизу водних течій, в порожнинах дерев тощо.

## Життєвий цикл
Навесні та влітку грибні комарі утворюють густі рої з самців, які готові до спаровування. Спаровування відбувається поблизу місць відкладання яєць в польоті, або сидячи. Яйця відкладають або на гриби, або на землю. Личинки більшості видів живляться плодовими тілами грибів або їхнім міцелієм. Крім того, існують види, які живуть у посліді і харчуються гниючим рослинним матеріалом або дріжджами. Також кілька видів знайдено на мохах, а декілька видів частково хижі. Розвиток завершується приблизно через два тижні, при цьому заляльковування відбувається біля місця годування. Тривалість життя імаго становить від 10 до 20 днів. Зимують, зазвичай, в личинковій стадії, рідше в стадії імаго.

## Роди
| - Acadia - Acnemia - Acomoptera - Acomopterella - Acrodicrania - Adicroneura - Aglaomyia - Allactoneura - Allocotocera - Allodia - Allodiopsis - Anaclileia - Anatella - Aneura - Anomalomyia - Apolephthisa - Arachnocampa - Asindulum - Aspidionia - Ateleia - Austrosciophila - Austrosynapha - Azana - Baeopterogyna - Boletina - Brachypeza - Brevicornu - Caladonileia - Cawthronia - Cerotelion - Clastobasis - Coelophthinia - Coelosia - Cordyla - Creagdhubhia - Cycloneura - Diadocidia - Ditomyia - Docosia - Drepanocercus - Dynatosoma - Dziedzickia | - Ectrepesthoneura - Epicypta - Euceroplatus - Eudicrana - Exechia - Exechiopsis - Fenderomyia - Garrettella - Gnoriste - Gracilileia - Greenomyia - Grzegorzekia - Hadroneura - Hesperodes - Heteropterna - Impleta - Indoleia - Keroplatus - Leia - Leptomorphus - Loicia - Lygistorrhina - Macrobrachius - Macrocera - Macrorrhyncha - Manota - Megalopelma - Megophthalmidia - Micromacrocera - Monoclona - Morganiella - Mycetophila - Mycomya - Myrosia - Neoallocotocera - Neoaphelomera - Neoclastobasis - Neoempheria - Neotrizygia - Neuratelia - Notolopha - Novakia - Orfelia | - Palaeodocosia - Paleoplatyura - Paracycloneura - Paraleia - Paramorganiella - Paratinia - Paratrizygia - Parvicellula - Phoenikiella - Phronia - Phthinia - Platurocypta - Platyura - Polylepta - Pseudalysiina - Pseudexechia - Pseudobrachypeza - Pseudorymosia - Rondaniella - Rymosia - Saigusaia - Sceptonia - Sciophila - Sigmoleia - Speolepta - Stenophragma - Sticholeia - Stigmatomeria - Symmerus - Synapha - Synplasta - Syntemna - Tarnania - Tasmanina - Taxicnemis - Tetragoneura - Trichonta - Trichoterga - Trizygia - Xenoplatyura - Zygomyia - Zygophronia |